# さて今週は…
『さて今週は…』（さてこんしゅうは）は、1977年10月2日から1978年3月26日までテレビ朝日系列局で放送されていたテレビ朝日製作の報道番組・トーク番組である。放送時間は毎週日曜 18:25 - 18:55 （日本標準時）。サントリーの一社提供。

## 概要
朝日新聞社の全面協力により、同社の記者をはじめとするジャーナリストたちがレギュラー出演していた番組で、彼らが報道できなかったエピソードや後日談などを主に紹介していた。番組は「永井道雄のぶうらん閑話」と「徹子と日曜記者クラブ」の2コーナーで構成されていた。この要素は、同じく朝日新聞社が制作に携わった後番組『日曜夕刊!こちらデスク』の立ち上げに生かされた。
当初は、朝日新聞朝刊の1面コラム「天声人語」のテレビ版として広告代理店が企画、朝日新聞社とサントリーの了解を得られていたが、論説委員の反対に遭い「朝日新聞の記者がお酒を飲みながら仕事やニュースの裏話をする」という形に企画を変更してスタートした。また司会は当初、フランキー堺が務める予定であった。

## 出演者

### 司会
- 黒柳徹子

### レギュラー
- 永井道雄（元文部大臣・客員論説委員）

当番組タイトルの名付け親でもあった。
- 名和太郎（編集委員）
- 塩口喜乙（編集委員）
- 日比野和幸（論説委員）

永井以外のメンバーは全員朝日新聞所属。肩書は放送当時のもの。毎回、このメンバーに加わる形で、現役の朝日新聞記者がゲスト出演していた。

## スタッフ
上記のレギュラーに加え、裏方ではあるが番組のテーマや出演記者を決める企画会議のメンバーも朝日新聞から登用されていた。こちらも肩書・所属は放送当時のもの。
- 筑紫哲也（外報部デスク）

裏方ではあったが、番組内でマリファナを議題に挙げた際に顔出しで出演し、レギュラーの日比野と論争になった。これがテレビで私見、自己主張を述べた初めての体験だと後年自著で語っている。当番組終了後、筑紫を残しメインに据える形で後番組「こちらデスク」がスタートする。
- 広瀬道貞（政治部）
- 西村秀俊
- 原康（経済部）
- 下村満子（途中から参加・出版局[4]）